# Episodi de La scuola dei misteri (seconda stagione)
La seconda stagione della serie televisiva La scuola dei misteri, composta da otto episodi, è stata pubblicata sul servizio di streaming on demand Prime Video il 1º aprile 2022.
Il cast principale di questa stagione è composto da Asia Ortega, Albert Salazar, Carlos Alcaide, Claudia Riera e Daniela Rubio.
| nº | Titolo     | Pubblicazione  |
| -- | ---------- | -------------- |
| 1  | Episodio 1 | 1º aprile 2022 |
| 2  | Episodio 2 | 1º aprile 2022 |
| 3  | Episodio 3 | 1º aprile 2022 |
| 4  | Episodio 4 | 1º aprile 2022 |
| 5  | Episodio 5 | 1º aprile 2022 |
| 6  | Episodio 6 | 1º aprile 2022 |
| 7  | Episodio 7 | 1º aprile 2022 |
| 8  | Episodio 8 | 1º aprile 2022 |

## Episodio 1
- Diretto da: Denis Rovira
- Scritto da: Laura Belloso, Asier Andueza, Sara Belloso

### Trama
- Durata: 52 minuti

## Episodio 2
- Diretto da: Denis Rovira
- Scritto da: Sara Belloso, Asier Andueza, Laura Belloso

### Trama
- Durata: 57 minuti
- Interpreti comprimari:

## Episodio 3
- Diretto da: Mikel Rueda
- Scritto da: Sara Belloso, Arantxa Cuesta, Laura Belloso

### Trama
León registra un video in cui spiega parte del passato suo e di Inés. Inés si ricorda di León.
- Durata: 53 minuti
- Interpreti comprimari:

## Episodio 4
- Diretto da: Mikel Rueda
- Scritto da: Asier Andueza, Sara Belloso, Eva Mir, Laura Belloso

### Trama
Inés scopre foto sue e di León risalenti a decenni prima: il suo vero nome è Alicia Bernal.
- Durata: 56 minuti
- Interpreti comprimari:

## Episodio 5
- Diretto da: Denis Rovira
- Scritto da: Laura Belloso, Eva Mir, Sara Belloso, Asier Andueza

### Trama
Manuel finalmente torna al collegio. Mara confessa di aver ucciso Elias a fratello Salvador, che diventa il nuovo professore di latino (al posto di Elias).
- Durata: 51 minuti
- Interpreti comprimari:

## Episodio 6
- Diretto da: Mikel Rueda
- Scritto da: Sara Belloso, Eva Mir, Asier Andueza, Jesús Mesas Silva

### Trama
Darío fa in modo che Inés dimentichi nuovamente; Amaia (insieme a Paz) cerca di farle tornare i ricordi mostrandole un video di decenni prima in cui compaiono sia Inés che León. Paul e Adele scoprono che la loro madre è scappata dal carcere. Inés entra in camera di Leon e trova il video in cui lui confessa che anche lui sta perdendo la memoria e, dato che Inés è ancora confusa, ha paura che tutto quello che hanno vissuto finisca nel nulla; così continua a spiegare il loro passato e racconta del giorno in cui Inés ha convocato la Loggia del Nido del Corvo per salvargli la vita. Sia Inés che Leon devono la loro vita al Nido del Corvo e, grazie alla scienza della Loggia, hanno smesso di invecchiare (Inés ha smesso di invecchiare a 15 anni quando le hanno salvato la vita dalla Spagnola). Secondo Leon, i nemici del Nido del Corvo uccidono una ragazza innocente ogni volta che il Nido del Corvo si riunisce e sottrae una vita alla morte: una vita per l'altra. Si scopre che Patricia, la mamma di Paul e Adele, ha aiutato Manuel.
- Durata: 50 minuti
- Interpreti comprimari:

## Episodio 7
- Diretto da: Denis Rovira
- Scritto da: Sara Belloso, Jesús Mesas Silva, Asier Andueza, Eva Mir

### Trama
Patricia, che ora si nasconde a casa di Celia (erano migliori amiche ai tempi del collegio), si fa da questa portare nella casa in cui vive Darío, allo scopo di trovare le prove della sua innocenza, che condannerebbero invece proprio Darío, il quale l'ha ingiustamente accusata di aver compiuto esperimenti illegali sui ragazzi, causandone la morte. Appena entrata, arriva proprio Darío con Inés. Questa, a causa della perdita di memoria, non riconosce Patrizia, che le racconta di come le due si conoscevano. Patricia era consapevole dell'eterna giovinezza di Alicia, vero nome di Inés, e che questa in occasione della presentazione del libro di Patricia, le aveva regalato uno dei volumi del Draco Musca, chiedendole di trovare una soluzione al suo oblio, che la condanna a dimenticare ogni volta la sua vita passata. Patricia la esortò a cercare la Loggia del Corvo, i cui membri erano gli unici a poterla aiutare.
Elvira capisce che quel che mantiene in vita in uno stato di eterna giovinezza la libellula dentro la sfera trovata nella tomba della presunta strega, non è magia ma scienza, ed esorta Alvaro ad aiutarla contro Darío. Alvaro però ammette di avere un accordo con lui, il quale lo sta aiutando a non perdere ogni volta la memoria.
Eva non accetta di essere stata scaricata da Paul e cerca di immischiarsi negli affari suoi e dei suoi amici. Si unisce a Amaia e Paz mentre cercano informazioni sul boia che Amaia ha visto durante la sua ultima allucinazione, più spaventosa del solito, fino a trovare un nome. Eva dice di conoscerlo e le porta nel monastero, in chiesa, dove indica un santo mummificato. L'arrivo dei monaci costringe le tre ragazze a nascondersi in sagrestia, dove scoprono una cassetta con lanterne uguali a quelle che sono state accese e liberate in cielo la notte della morte di Alba e Rita. Spaventate da ciò, Amaia e Paz scappano, mentre Eva, non conoscendo il pericolo, sembra divertita.
Di notte, Paul e Amaia sentono Darío elencare una serie di ragazzi a Fran, che intende usare per i suoi test, tra cui il loro amico Eric. Il giorno dopo tutti i ragazzi elencati risultano comporre la squadra dei lavoratori del giorno. Intuendo quello che potrebbe succedere, Paul avvisa Eric di stare attento e di non mangiare nulla, per paura che possa essere drogato. I ragazzi vengono fatti entrare e chiusi in una stanza dove viene introdotto un gas. Gli amici di Eric cercano di liberarlo, ma poi la squadra di lavoratori esce, tossendo ma apparentemente senza altre conseguenze. Tutti tranne Eric che sembra sia stato portato alla Sala 3, la stessa dove era tenuto prigioniero Manuel.
Nel frattempo, Adele si sta sballando insieme ad Eva con pasticche e alcol, finché la prima sviene, stordita. Quando si sveglia, vede le lanterne rosse a lei note volare in cielo, accorgendosi con orrore che è Eva ad accenderle: per gioco, le aveva prese dalla sagrestia quando Amaia e Paz erano scappate, sostenendo che sono solo lanterne. Adele la avverte che a causa sua sta per morire un altro innocente.
Scesa di nuovo la notte, Paul, Manuel, Amaia, Paz, e Julio si addentrano nel sanatorio per cercare di capire chi si cela dietro la figura del boia. Il grembiule visto da Amaia non è al suo posto, e all'improvviso un rumore di ferro strisciato a terra li terrorizza: Paz è la prima a scappare via, inseguita da tutti gli altri, che però la perdono di vista e la ragazza viene catturata dal boia, che la addormenta. Gli altri ritrovano Eric.
Quando Paz si risveglia, è incatenata ad una parete ed indossa una vestaglia bianca uguale a quella che Amaia vede nelle sue visioni, e il boia avvicina una lama al suo occhio.
- Durata: 51 minuti
- Interpreti comprimari:

## Episodio 8
- Diretto da: Mikel Rueda
- Scritto da: Asier Andueza, Eva Mir, Jesús Mesas Silva, Sara Belloso

### Trama
Inès scappa da suo padre e va da Leon, che però non la riconosce. Manuel si accorge del fatto che potrebbe esserci qualcosa tra Paul e Amaia. La polizia tenta di impedire la processione per portare la Vergine Blanca nel suo eremo sulla montagna (processione di cui Amaia intendeva approfittare per andare a cercare aiuto) poiché, dato che si sono viste le lanterne, sarebbe troppo pericoloso per tutte le ragazze coinvolte, ma padre Arturo non è d'accordo. Inès convince Paul, Manuel e Amaia a cercare il Nido del Corvo (per chiedere loro di aiutare Leon). Trovano solo un mucchio di scheletri e capiscono che i membri della loggia sono tutti morti ad eccezione degli stessi Inès e Leon... Amaia propone di approfittarne per scappare e tornare in seguito a prendere Leon. Ma Manuel, nella fretta, provoca una frana nel sotterraneo e i quattro tornano indietro. Julio e Eric scoprono che Paz (che viene mostrata in alcune scene precedenti dibattersi e divincolarsi contro delle corde per tentare di scappare) non è in una delle celle come credevano. Eva avvisa Paul che sua sorella non sta bene (svenuta per una overdose di pillole), ma riescono a farla riprendere. Leon trova Inès (ha recuperato la memoria). Paul va da sua madre e le chiede di portarli via dal collegio, principalmente per Adele, perché lui è ancora convinto che sua madre sia un'assassina e non vorrebbe averci niente a che fare. Leon si fa dare da Dario l'orologio su cui ci sono abbastanza dati da incriminare Dario. Paul e Adele lasciano il collegio con la madre. Amaia e Paul si baciano. Manuel è distrutto. Eva ci rimane male perché i due sono andati via senza salutarla. Eric rivela a Dario che Paul e Adele stanno scappando con la madre in cambio di informazioni su Paz, ma Dario non gli dice nulla. Paz è quasi riuscita a liberarsi ma il boia la trova. Leon si congeda da Elvira e le lascia il Draco Musca. Il boia trascina Paz nel bosco. Paz riesce a scappare e viene trovata da Amaia. La macchina con Patricia, Paul e Adele viene fermata dalla polizia. Celia spara a Leon accusandolo di aver ucciso sua figlia (colpa di Dario che le aveva fatto venire il sospetto). Dario recupera l'orologio incriminante. Il boia riprende Paz, Manuel e Amaia tentano di salvarla. Invano. Amaia spara al boia che si scopre essere Pelaio, uno dei professori. 
- Durata: 55 minuti
- Interpreti comprimari: